# Mizuki Tsujimura
Pour les articles homonymes, voir Tsujimura.
 (août 2023).
La mise en forme du texte ne suit pas les recommandations de Wikipédia : il faut le « wikifier ».
Les points d'amélioration suivants sont les cas les plus fréquents. Le détail des points à revoir est peut-être précisé sur la page de discussion.
- Les titres sont pré-formatés par le logiciel. Ils ne sont ni en capitales, ni en gras.
- Le texte ne doit pas être écrit en capitales (les noms de famille non plus), ni en gras, ni en italique, ni en « petit »…
- Le gras n'est utilisé que pour surligner le titre de l'article dans l'introduction, une seule fois.
- L'italique est rarement utilisé : mots en langue étrangère, titres d'œuvres, noms de bateaux, etc.
- Les citations ne sont pas en italique mais en corps de texte normal. Elles sont entourées par des guillemets français : « et ».
- Les listes à puces sont à éviter, des paragraphes rédigés étant largement préférés. Les tableaux sont à réserver à la présentation de données structurées (résultats, etc.).
- Les appels de note de bas de page (petits chiffres en exposant, introduits par l'outil «  Source ») sont à placer entre la fin de phrase et le point final[comme ça].
- Les liens internes (vers d'autres articles de Wikipédia) sont à choisir avec parcimonie. Créez des liens vers des articles approfondissant le sujet. Les termes génériques sans rapport avec le sujet sont à éviter, ainsi que les répétitions de liens vers un même terme.
- Les liens externes sont à placer uniquement dans une section « Liens externes », à la fin de l'article. Ces liens sont à choisir avec parcimonie suivant les règles définies. Si un lien sert de source à l'article, son insertion dans le texte est à faire par les notes de bas de page.
- La présentation des références doit suivre les conventions bibliographiques. Il est recommandé d'utiliser les modèles {{Ouvrage}}, {{Chapitre}}, {{Article}}, {{Lien web}} et/ou {{Bibliographie}}. Le mode d'édition visuel peut mettre en forme automatiquement les références.
- Insérer une infobox (cadre d'informations à droite) n'est pas obligatoire pour parachever la mise en page.

Pour une aide détaillée, merci de consulter Aide:Wikification.
Si vous pensez que ces points ont été résolus, vous pouvez retirer ce bandeau et améliorer la mise en forme d'un autre article.
Œuvres principales
- Le château solitaire dans le miroir
- Asa ga Kuru (True Mothers)
- Tsumetai Kōsha no Toki wa Tomaru (A School Frozen in Time)
- Haken Anime! (Anime Supremacy!)

Mizuki Tsujimura (辻村深月, Tsujimura Mizuki, Née le 29 février 1980) est une écrivaine japonaise originaire de Fuefuki (笛吹市), dans la préfecture de Yamanashi.

## Biographie
Mizuki Tsujimura est spécialisée dans les romans à mystère. Elle écrit aussi bien pour les adultes que pour les enfants. Elle a elle-même adapté certains de ses romans en mangas. Plusieurs films sont également tirés de ses romans, dont Le château solitaire dans le miroir, réalisé par Keiichi Hara, sorti en France le 6 septembre 2023.
S'adonnant à l'écriture de romans depuis le lycée, elle part étudier à l'Université de Chiba pour rejoindre un groupe de recherche sur les romans policiers. Son premier roman, Tsumetai Kōsha No Toki Wa Tomaru (冷たい校舎の時は止まる, littéralement "Une école figée dans le temps"), est sorti au Japon en 2004, en trois volumes, après avoir reçu le prix Mephisto (eng).
En 2018, Mizuki Tsujimura est lauréate du grand prix des libraires du Japon pour son roman Le château solitaire dans le miroir. Après avoir été présélectionnée à plusieurs reprises pour le prix Naoki, elle le reçoit enfin en 2012 pour Kagi no nai Yume wo Miru (鍵のない夢を見る – littéralement "J'ai vu un rêve sans clé"),.
Fan de la célèbre série de manga Doraemon, elle a écrit le scénario du film Doraemon : Nobita et la Nouvelle Histoire de l'exploration spatiale (Doraemon: Nobita no getsumen tansa-ki, 映画ドラえもん のび太の月面探査記) ainsi que son adaptation en roman, en 2018.